# Université de Redlands
L'université de Redlands (University of Redlands) est une université privée à but non lucratif située à Redlands, en Californie (États-Unis).

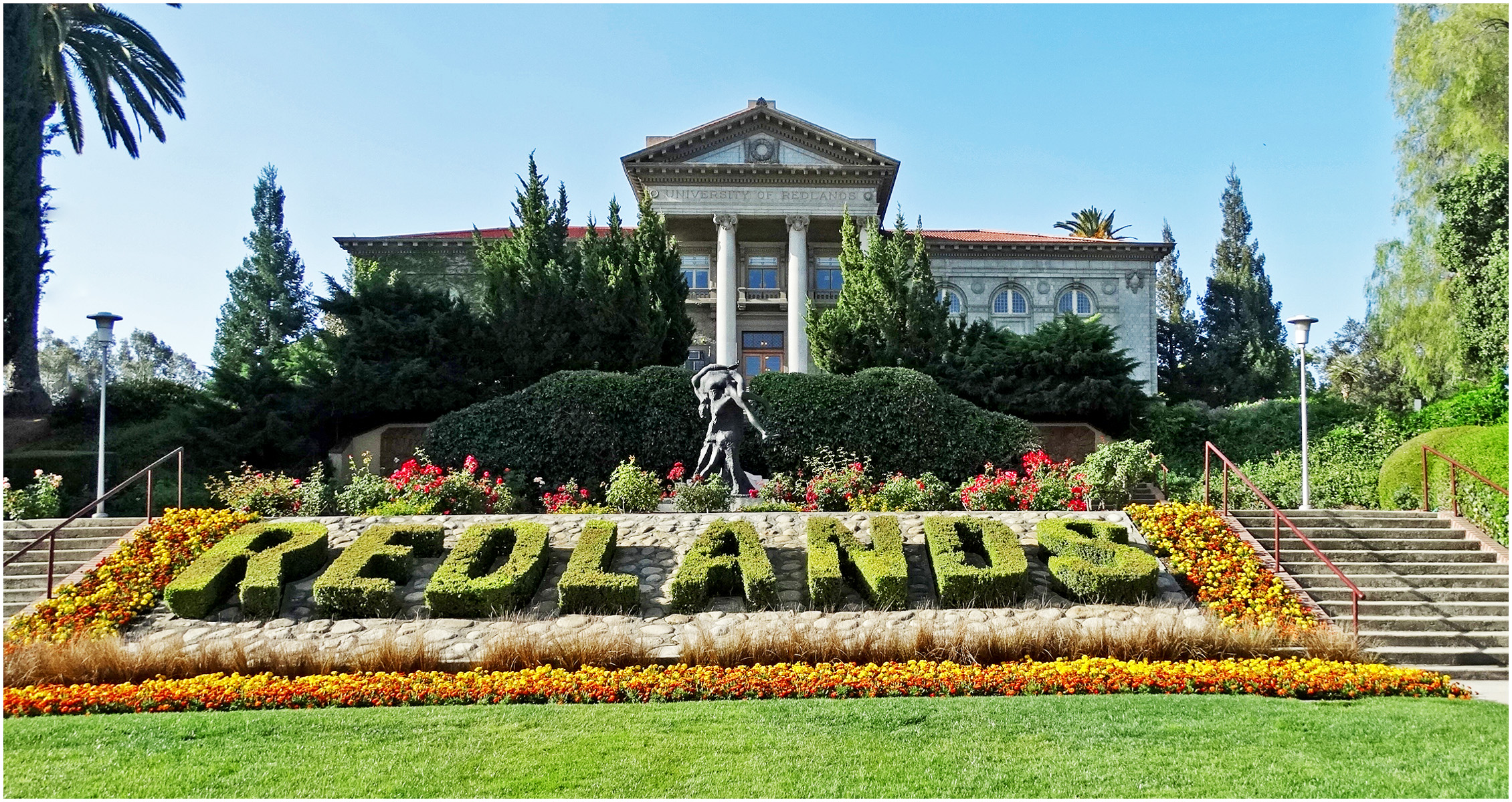
Bâtiment administratif de l’Université de Redlands.

## Étudiants devenus célèbres
- Beth A. Simmons, politologue américaine
- Jack Spicer, poète, nouvelliste